# فراموشی (ترانه گرایمز)
«فراموشی» (به انگلیسی: Oblivion) ترانه‌ای از موسیقی‌دان کانادایی گرایمز می‌باشد که در سومین آلبوم استودیویی وی تحت عنوان دیدها (۲۰۱۲) قرار دارد و در سال ۲۰۱۲ توسط ۴ای‌دی به‌عنوان تک‌آهنگ تبلیغاتی منتشر شد. 